# 산업안전보건교육원
산업안전보건교육원(産業安全保健敎育院)은 산업안전에 대한 교육을 실시하는 한국산업안전보건공단 소속 교육전문기관이다. 인천광역시 부평구 무네미로 478(구산동 34-4)에 위치하고 있다.

## 조직

### 산업안전보건교육원장
- 교육지원실
  - 교무행정팀
  - 과정운영팀
  - 이러닝팀
- 교수실
  - 안전학부
  - 보건학부
  - 교수지원

## 같이 보기
- 한국산업안전보건공단